# 東亞大學 (日本)
东亚大学（日文：とうあだいがく，東亜大学，英文：University of East Asia）是一所位于日本下关市的私立大学，创立于1966年。简称“东亚大”。

## 簡史
- 1966年 东亚大学創立
- 1992年 大学院总合学術研究科设立
- 2004年 医疗工学部设立
- 2007年 人间科学部设立

## 校歌
- 东亚大学学歌

（栉田薫作词、平井康三郎作曲。）

## 学部与学科

### 人间科学部
- 人间社会学科
  - 心理临床专业
  - 观光文化专业
  - 儿童专业
- 体育健康学科
  - 体育健康专业
  - 体育经营专业

### 医疗学部
- 医疗工学科
  - 临床工学专业
  - 救急救命士专业
  - 医疗情報专业
  - 福祉专业
- 医疗营养学科

### 设计学部
- 设计学科
  - 动画・平面设计专业
  - 室内设计专业
  - 艺术专业
  - 系统设计工学专业
- Total Beauty学科
  - 美容专业
  - 理发专业
  - Esthetic专业
  - 服装环境专业

## 研究所（大学院）

### 总合学术研究科
- 法学专业
- 人间科学专业
- 环境科学专业
- 情报处理工学专业
- Design专业

## 通信制大学院

### 总合学术研究科
- 法学专业
- 人间科学专业
  - 人间学讲座
  - 健康、体育科学讲座
- 环境科学专业
- 情报处理工学专业
- Design专业

## 附属机关
- 东亚大学大学院附属 临床心理相谈研究中心

## 姉妹学校
- 东亚大学学园附属看护学院
- 日本医疗专门学校

## 国际合作
目前东亚大学和以下国际学校签订交换合作项目协议：
- 韩国 
  - 大邱产业情报大学（Taegu Polytechnic College）
  - 世明大学校（Semyung University）
  - 昌信大学(Changshin College)
  - 大邱产业情报大学(Daegu Polytechnic College University)
  - 庆一大学校(Kyungil University)
- 中国 
  - 山东芸术学院(Shandong College of Arts)
- 台湾 
  - 修平技术学院(Hsiuping Institute Of Technology)
  - 静宜大学(Providence University)

## 地址
- 邮政编码751-8503　山口县下关市一之宫学园町２番１号

## 知名校友
- 大越基
- 中东直己
- 深沢和帆
- 直弘龙治